# Die Apokalyptischen Reiter
Die Apokalyptischen Reiter je njemački heavy metal sastav.

## Povijest sastava
Osnovan je 1995. te njegovo ime na njemačkom znači Jahači Apokalipse. U početku su svirali melodični death/thrash metal, dok kasnije koriste više folk metal elemenata. Prvi studijski album Soft And Stronger objavili su 1997. a zasada posljednji od ukupno osam Moral & Wahnsinn] 2011. godine. Imaju potpisana ugovore s izdavačkim kućom Nuclear Blast za Europu, te The End Records za Sjevernu Ameriku. Prije su pisali pjesme na engleskom i njemačkom jeziku, a na zadnja dva albuma isključivo na njemačkom. 

## Članovi
Trenutačna postava
- Volk-Man - bas-gitara, vokal (1995.-)
- Dr. Pest - klavijature, sintisajzer (1995.-)
- Fuchs - vokal (1995.-)
- Sir G. - bubnjevi (2000.-)
- Ady - gitara (2009.-)

Bivši članovi
- Skelleton - bubnjevi (1995. – 2000.)
- Pitrone - gitara (2002. – 2008.)
- Lady Cat-Man - gitara (2008. – 2009.)

## Diskografija
Studijski albumi
- Soft & Stronger (1997.)
- Allegro Barbaro (1999.)
- All You Need Is Love (2000.)
- Have a Nice Trip (2003.)
- Samurai (2004.)
- Riders on the Storm (2006.)
- Licht (2008.)
- Moral & Wahnsinn (2011.)
- Tief.Tiefer (2014.)
- Der rote Reiter (2017.)
- The Divine Horsemen (2021.)

## Vanjske poveznice
- Službena stranica